# Острозький Клірик
Остро́зький Клірик (рр. н. і см. невід.) — нерозгаданий псевдонім українського письменника-полеміста др. пол. XVI ст. — поч. XVII ст. У своїх писаннях вказував на те, що був кліриком, і що твори написано в Острозі, тому сучасники називали його Кліриком Острозьким. Існують гіпотези, що ототожнюють його з М. Смотрицьким, Й. Борецьким, Г. Дорофейовичем. На думку І. Мицька, К. О. — острозький протопоп Ігнатій Наливайко.
Закінчив Острозьку школу. О. К. входив до літературного гуртка викладачів школи, серед яких були Г. Смотрицький, Д. Наливайко, В. Суражський та ін. Автор відповідей на послання уніятського церковного діяча й полеміста І. Потія "Отпис на лист... Іпатія володимирського і берестейського єпископа», Острог, 1598 рік"; "На другій лист велебного отца Ипатіа…», 1599" та історії Флорентійського собору, в яких виявив високу теологічну і світську освіченість, зокрема, цитував Петрарку.
У власне полемічній частині «Відписів» розглядаються як суто богословські, так і актуальні суспільно-політичні проблеми. Автор заперечує тезу про «першість» Папи Римського серед християнських ієрархів, доводить не канонічність церковної унії 1596 р., яка, на переконання полеміста, веде до внутрішніх конфліктів та неладу в державі, спричинює не згоду й об'єднання, а міжконфесійні конфлікти в тогочасній Речі Посполитій. Одним з перших в українській полемічній літературі використав образ матері — православної церкви, яка плаче за своїми синами-відступниками. Мова полеміста близька до народно-розмовної.
Імовірно, що О. К. був також перекладачем «Апокрисиса» руською (українською) мовою.
Філософський світогляд Клірика належить до християнського неоплатонізму, виходячи з якого він обстоює абсолютну невизначеність Бога, його трансцендентність і водночас іманентність щодо світу, розділяє людину на «внутрішню» й «зовнішню», підносить її духовний розум і стверджує, що пізнання істини можливе тільки через самопізнання й містичне осяяння. Звідси — заперечення К. О. «зовнішньої» (античної і схоластичної) вченості, негативне ставлення до світських знань. Водночас самопізнання і містичні пошуки у собі Бога виводять Клірика Острозького. не на утвердження аскетичного чернечого способу життя, а на ренесансно-гуманістичну ідею потрібності самореалізації людини в земному світі шляхом розвитку закладеного в ній Богом таланту.
Цю ідею згодом розвинув Г. Сковорода у вченні про «сродну працю». Свої здібності людина, на думку К. О., має використати для спільного блага, для боротьби за національні та релігійні права, культурний розквіт свого народу.